# بيلز (تينيسي)
بيلز (بالإنجليزية: Bells, Tennessee)‏ هي مدينة تقع بولاية تينيسي في وسط شرق الولايات المتحدة. تبلغ مساحة هذه المدينة 5.9 (كم²)، وترتفع عن سطح البحر 99 م، بلغ عدد سكانها 2437 نسمة في عام 2010 حسب إحصاء مكتب تعداد الولايات المتحدة وتصل الكثافة السكانية فيها 369 نسمة/كم2.

## التركيبة السكانية
حدّد مكتب تعداد الولايات المتحدة بيانات التركيبة السكانية لبيلز في تعداد الولايات المتحدة. في ما يلي، التركيبة السكانية حسب تعدادي 2000 و2010.

### تعداد عام 2000
بلغ عدد سكان بيلز 2,171 نسمة بحسب تعداد عام 2000، وبلغ عدد الأسر 806 أسرة وعدد العائلات 559 عائلة مقيمة في المدينة. في حين سجلت الكثافة السكانية 352.4 نسمة لكل كيلومتر مربع (912.7/ميل2). وبلغ عدد الوحدات السكنية 878 وحدة بمتوسط كثافة قدره 142.5 لكل كيلومتر مربع (369.1/ميل2).
وتوزع التركيب العرقي للمدينة بنسبة 67.11% من البيض و21.19% من الأمريكيين الأفارقة و0.46% من الأمريكيين الأصليين و10.78% من الأعراق الأخرى و0.46% من عرقين مختلطين أو أكثر و22.80% من الهسبانيون أو اللاتينيون من أي عرق.
بلغ عدد الأسر 806 أسرة كانت نسبة 40.7% منها لديها أطفال تحت سن الثامنة عشر تعيش معهم، وبلغت نسبة الأزواج القاطنين مع بعضهم البعض 49.5% من أصل المجموع الكلي للأسر، ونسبة 14.3% من الأسر كان لديها معيلات من الإناث دون وجود شريك،  بينما كانت نسبة 5.6% من الأسر لديها معيلون من الذكور دون وجود شريكة وكانت نسبة 30.6% من غير العائلات. تألفت نسبة 27.9% من أصل جميع الأسر من عدة أفراد يعيشون في نفس المنزل ونسبة 11.8% كانت تتألف من شخص يعيش بمفرده يبلغ من العمر 65 عاماً أو أكثر. وبلغ متوسط حجم الأسرة المعيشية 2.69، أما متوسط حجم العائلات فبلغ 3.28.
بلغ العمر الوسطي للسكان 30.4 عاماً. وكانت نسبة 29.6% من القاطنين تحت سن الثامنة عشر، وكانت نسبة 10.9% بين الثامنة عشر والرابعة والعشرين عاماً، ونسبة 29.3% كانت واقعةً في الفئة العمرية ما بين الخامسة والعشرين والرابعة والأربعين عاماً، ونسبة 18.1% كانت ما بين الخامسة والأربعين والرابعة والستين، ونسبة 12% كانت ضمن فئة الخامسة والستين عاماً فما فوق. يوجد لكل 100 أنثى 98.0 ذكر، ويوجد لكل 100 أنثى في الثامنة عشر من عمرها فما فوق 90.6 ذكر.
بلغ متوسط دخل الأسرة في المدينة 29,238 دولارًا، أما متوسط دخل العائلة فبلغ 31,827 دولارًا. وكان متوسط دخل الذكور 26,184 دولارًا مقابل 19,602 دولارًا للإناث. وسجل دخل الفرد الخاص بالمدينة 12,455 دولارًا. وكانت نسبة 14.9% من العائلات ونسبة 22.9% من السكان تحت خط الفقر، وكان من هؤلاء نسبة 28.8% تحت سن الثامنة عشر ونسبة 15.3% في الخامسة والستين من العمر وما فوق.

### تعداد عام 2010
بلغ عدد سكان بيلز 2,437 نسمة بحسب تعداد عام 2010، وبلغ عدد الأسر 890 أسرة وعدد العائلات 614 عائلة مقيمة في المدينة. في حين سجلت الكثافة السكانية 395.6 نسمة لكل كيلومتر مربع (1,024.6/ميل2). وبلغ عدد الوحدات السكنية 1,047 وحدة بمتوسط كثافة قدره 170 لكل كيلومتر مربع (440.3/ميل2).
وتوزع التركيب العرقي للمدينة بنسبة 60.07% من البيض و20.56% من الأمريكيين الأفارقة و0.08% من الأمريكيين الأصليين و0.53% من الأمريكيين ذوي الأصول الآسيوية و0.04% من سكان جزر المحيط الهادئ و16.29% من الأعراق الأخرى و2.42% من عرقين مختلطين أو أكثر و19.16% من الهسبانيون أو اللاتينيون من أي عرق.
بلغ عدد الأسر 890 أسرة كانت نسبة 42% منها لديها أطفال تحت سن الثامنة عشر تعيش معهم، وبلغت نسبة الأزواج القاطنين مع بعضهم البعض 42.4% من أصل المجموع الكلي للأسر، ونسبة 20.4% من الأسر كان لديها معيلات من الإناث دون وجود شريك،  بينما كانت نسبة 6.2% من الأسر لديها معيلون من الذكور دون وجود شريكة وكانت نسبة 31% من غير العائلات. تألفت نسبة 28.1% من أصل جميع الأسر من عدة أفراد يعيشون في نفس المنزل ونسبة 12.7% كانت تتألف من شخص يعيش بمفرده يبلغ من العمر 65 عاماً أو أكثر. وبلغ متوسط حجم الأسرة المعيشية 2.63، أما متوسط حجم العائلات فبلغ 3.22.
بلغ العمر الوسطي للسكان 33.0 عاماً. وكانت نسبة 29.1% من القاطنين تحت سن الثامنة عشر، وكانت نسبة 9% بين الثامنة عشر والرابعة والعشرين عاماً، ونسبة 26.9% كانت واقعةً في الفئة العمرية ما بين الخامسة والعشرين والرابعة والأربعين عاماً، ونسبة 20.1% كانت ما بين الخامسة والأربعين والرابعة والستين، ونسبة 15% كانت ضمن فئة الخامسة والستين عاماً فما فوق. وتوزع التركيب الجنسي للسكان بنسبة 46.5% ذكور و53.5% إناث.

## أعلام
- عبد القادر جيلاني

## وصلات خارجية
- The US50 - Cities and Towns in Tennessee State